# Hemisphaerius lygaeus
Hemisphaerius lygaeus är en insektsart som beskrevs av Melichar 1906. Hemisphaerius lygaeus ingår i släktet Hemisphaerius och familjen sköldstritar. Inga underarter finns listade i Catalogue of Life.